# グンレード (小惑星)
グンレード (657 Gunlod) は小惑星帯に位置するC型小惑星である。ハイデルベルクでアウグスト・コプフによって発見された。
エウノミア族の軌道を公転しているが、組成が違うためエウノミア族には含まれない。
北欧神話に登場する巨人のグンロズにちなんで命名された。
2008年11月に茨城県と福島県で掩蔽が観測された。このうち、福島県で観測されたのは衛星による減光だった可能性がある。